# Olanycia
Olanycia (ukr. Оляниця) – wieś na Ukrainie, w obwodzie winnickim, w rejonie hajsyńskim, w hromadzie Trościaniec. W 2001 liczyła 1236 mieszkańców, spośród których 1227 wskazało jako ojczysty język ukraiński, 7 rosyjski, a 2 inny.